# The Adventures of Robby Roto!
The Adventures of Robby Roto! is een computerspel uitgebracht voor Arcade in 1981. Het werd ontworpen door Jay Fenton en geproduceerd door Bally/Midway.
De speler bestuurt het personage Robby die in een ondergrondse mijn (in de vorm van een labyrinth) arbeiders moet redden uit ingestorte schachten. 
In 1999 werd de ROM-image van het spel vrijgegeven.

## Spelverloop
Bij start van elk level worden de mijnschachten even getoond. Vervolgens storten de schachten in en zijn deze gevuld met zand. Robby moet dan zijn weg trachten te vinden doorheen de gangen waarbij hij telkens drie mijnwerkers moet bevrijden en naar de begane grond begeleiden. Om uit de mijn te geraken, moet hij ook in bezit zijn van een sleutel. Zijn opdracht wordt verhinderd door vijanden in de vorm van onder andere spinnen. Vijanden kunnen tijdelijk uitgeschakeld worden indien Robby in bezit is van het "Roto"-toestel.

## Ontvangst
Het spel was een flop met een geschatte verkoop van minder dan 2000 toestellen. Een van de redenen was dat het eerste level al redelijk moeilijk was om uit te spelen zonder een leven te verliezen.